# Gliniszcze (rejon mostowski)
Gliniszcze (biał. Глінішча; ros. Глинище) – dawna kolonia na Białorusi, w obwodzie grodzieńskim, w rejonie mostowskim, w sielsowiecie Mosty. Obecnie jej tereny należą do chutora Ostęp.
W dwudziestoleciu międzywojennym kolonia Gliniszcze oraz obecnie nieistniejące osiedle wojskowe Gliniszcze leżały w Polsce, w województwie białostockim, w powiecie wołkowyskim, w gminie Piaski. 16 października 1933 utworzyła gromadę w gminie Piaski. Po II wojnie światowej weszła w struktury ZSRR.